# Johann Georg Wagler
Johann Georg Wagler (28 de março de 1800 - 23 de agosto de 1832) foi um Herpetólogo alemão.
Wagler foi assistente de Johann Baptist von Spix, sucedendo-lhe após a sua morte, como Director do Museu Zoológico na Universidade de Munique, em 1826. Trabalhou nas extensas colecções trazidas do Brasil e escreveu a Monographia Psittacorum (1832), que incluía descrições da arara azul.

## Obras
- "Serpentum Brasiliensium Species Novae" (1824)
- "Herpetology of Brazil" Society for the Study of Amphibians and Reptiles (1981) (Con Johann Baptist von Spix)
- "Monographia Psittacorum" Monaco (1832).

## Abreviatura (zoologia)
A abreviatura Wagler  emprega-se para indicar a Johann Georg Wagler como autoridade na descrição e taxonomia em zoologia.